# 카발 온라인
《카발 온라인》(영어: Cabal Online)은 이스트소프트가 비디오 게임 산업에 뛰어들어 개발한 첫 번째 MMORPG이다. 대한민국, 중국, 일본, 태국, 말레이시아 등에서 서비스하고 있다. 온라인 게임으로서 드물게 '콤보' 기술을 도입했다. '끝이 있는 온라인 게임'이란 개념을 도입한 최초의 게임이다.

## 역사
카발 온라인은 2005년 10월 대한민국에서 첫 출시되었다. 유럽에서는 클로즈드 베타 테스트 이후 2006년 7월 출시되었다. 북아메리카에서는 2008년 2월 28일 공식 출시되었다.